# Alphinellus carinipennis
Alphinellus carinipennis är en skalbaggsart som beskrevs av Bates 1885. Alphinellus carinipennis ingår i släktet Alphinellus och familjen långhorningar. Inga underarter finns listade i Catalogue of Life.